# Akdamar
Akdamar (en turc), Aghtamar ou Akhtamar (en arménien : Աղթամար)  est une île de Turquie orientale (auparavant, Arménie occidentale), sur la côte est du lac de Van.
Sur cette île se situait une des anciennes capitales du Vaspourakan. Elle fut le siège catholicossat arménien d'Aghtamar, catholicossat de l'Église apostolique arménienne indépendant entre 1113 et la fin du XIXe siècle, dont il ne subsiste que l'église Sainte-Croix, récemment restaurée et convertie en musée. Les autres églises qui se trouvaient tout autour du lac, plus de 150, furent dès 1920 détruites ou affectées à d'autres usages.
À environ quatre kilomètres au nord-ouest d'Akdamar se trouve l'île de Kuş.

## Galerie

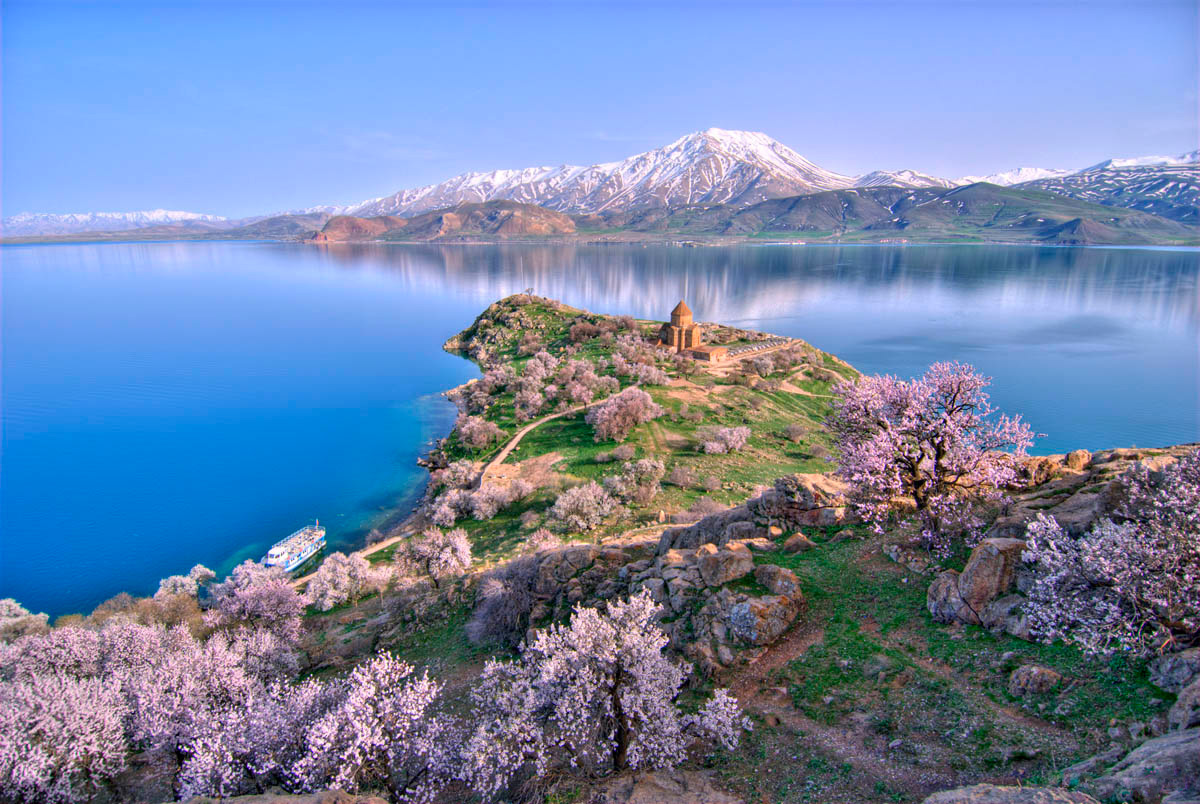
Akdamar au printemps.
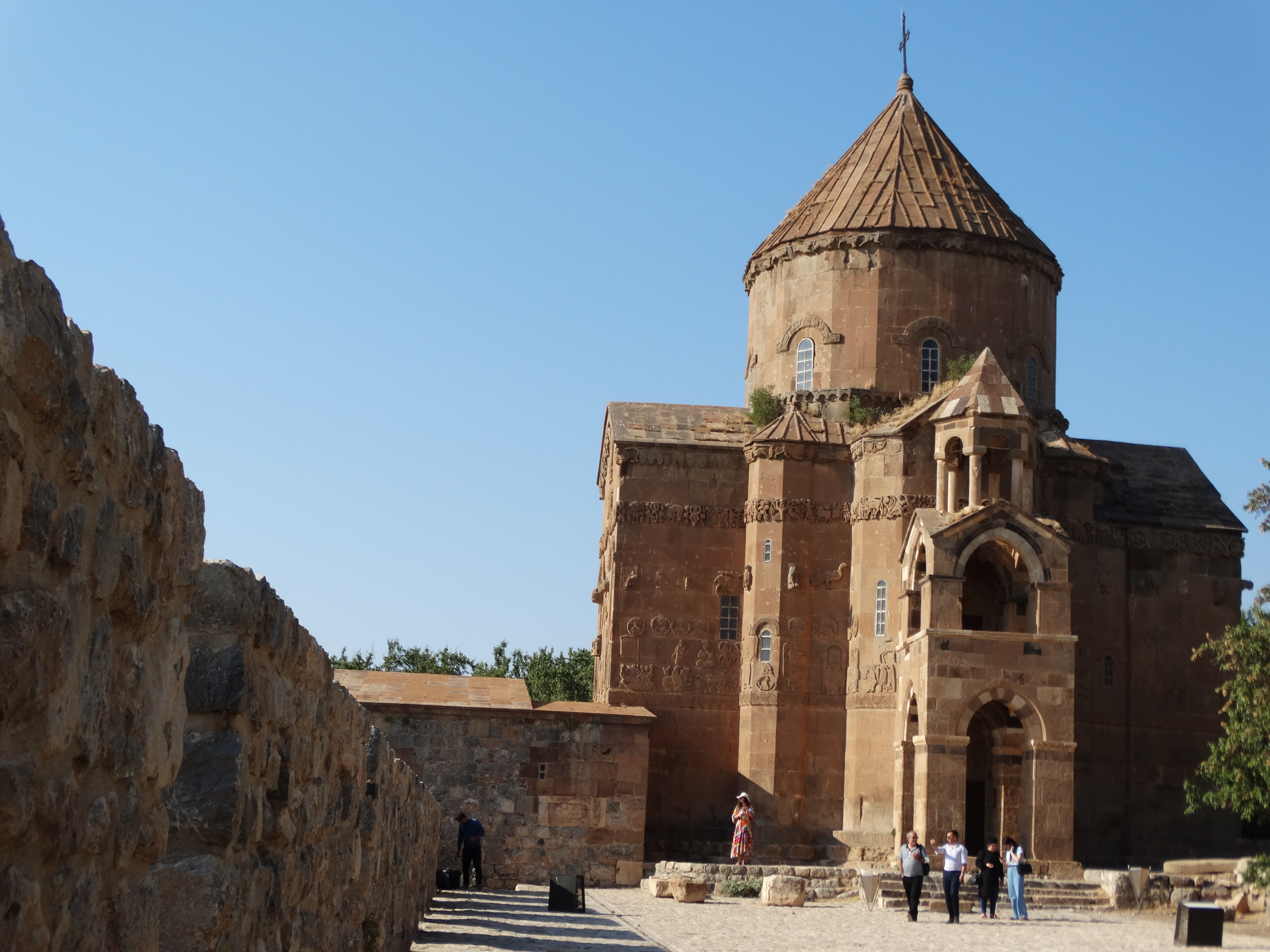
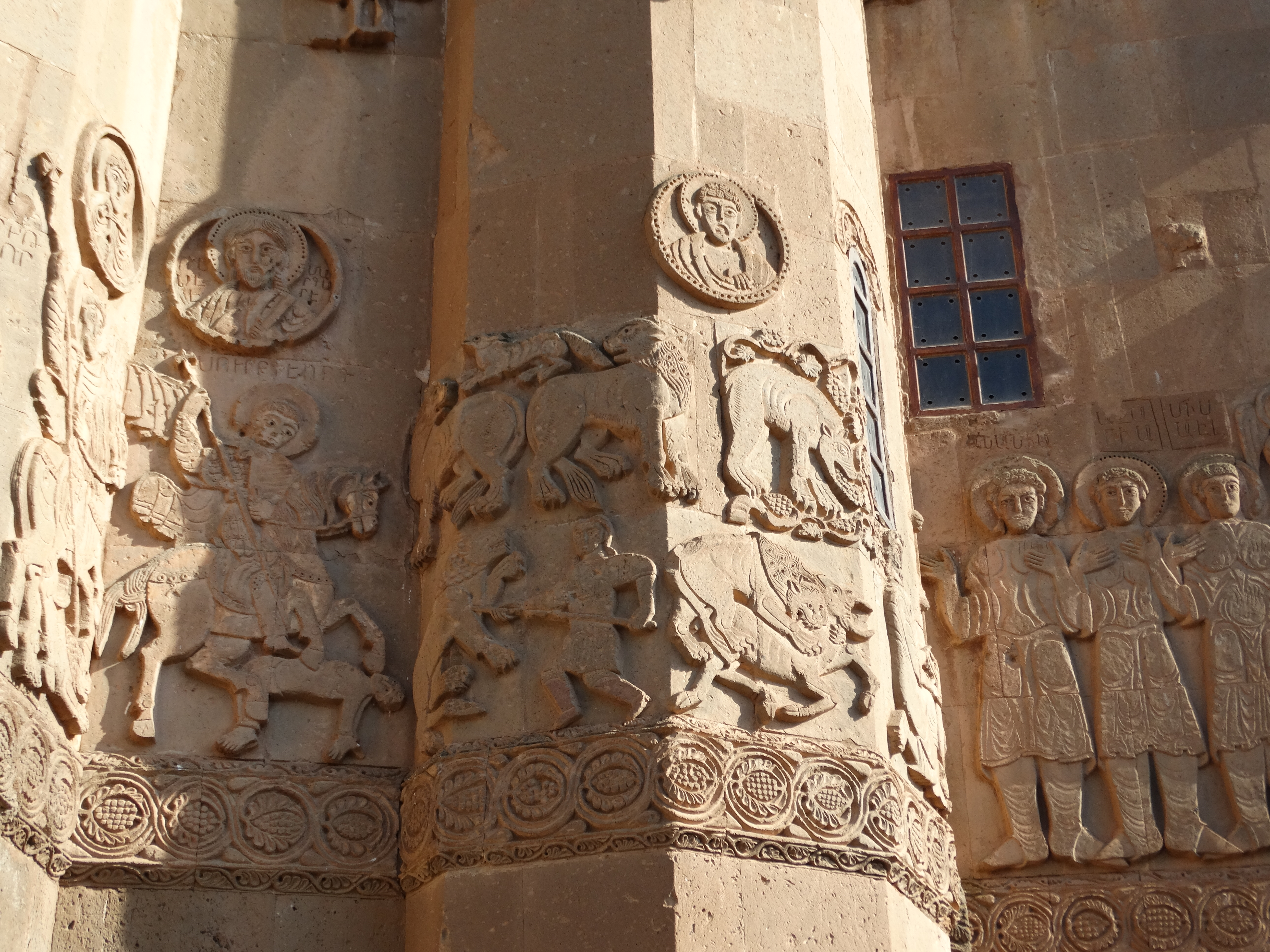
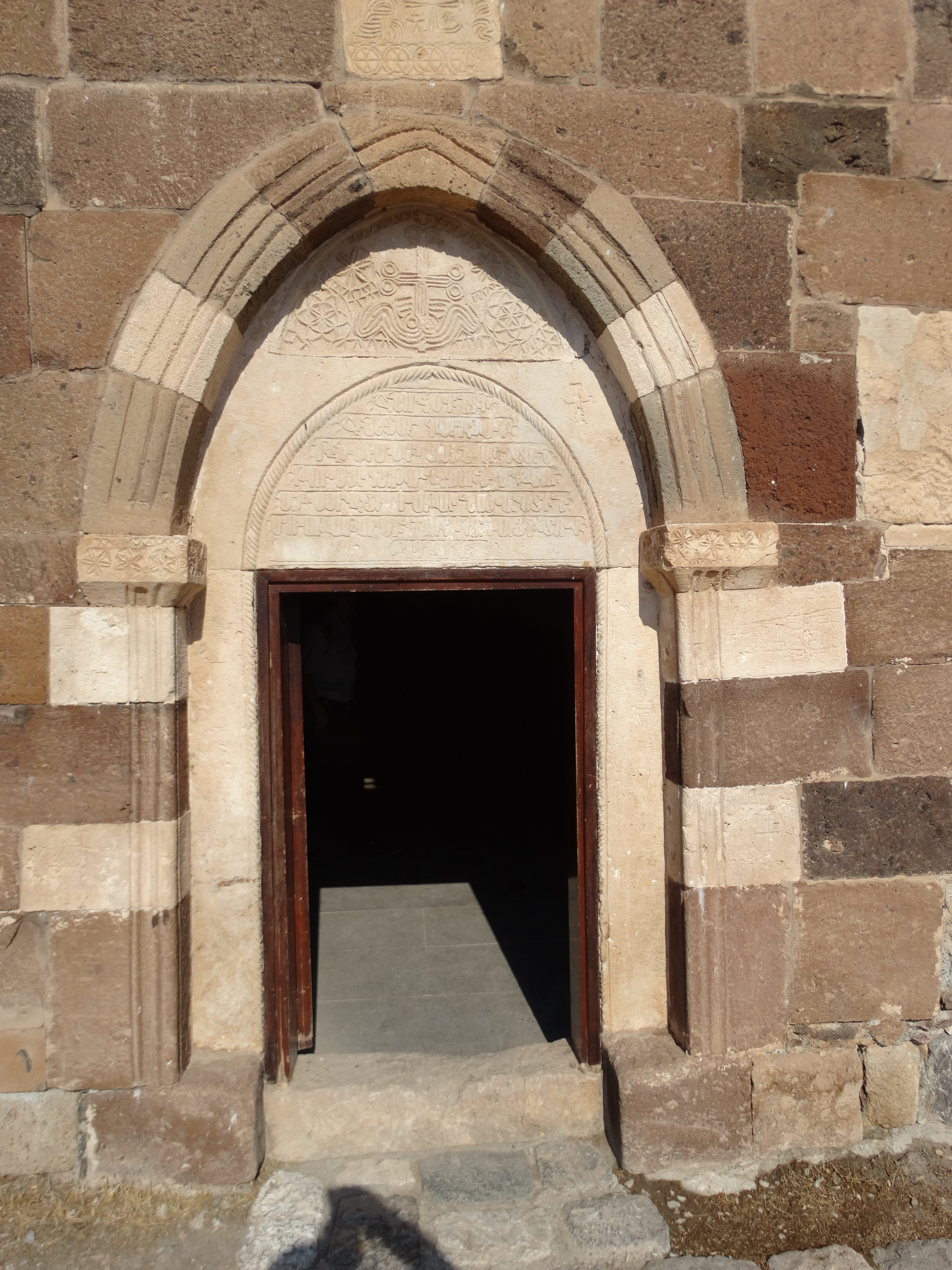
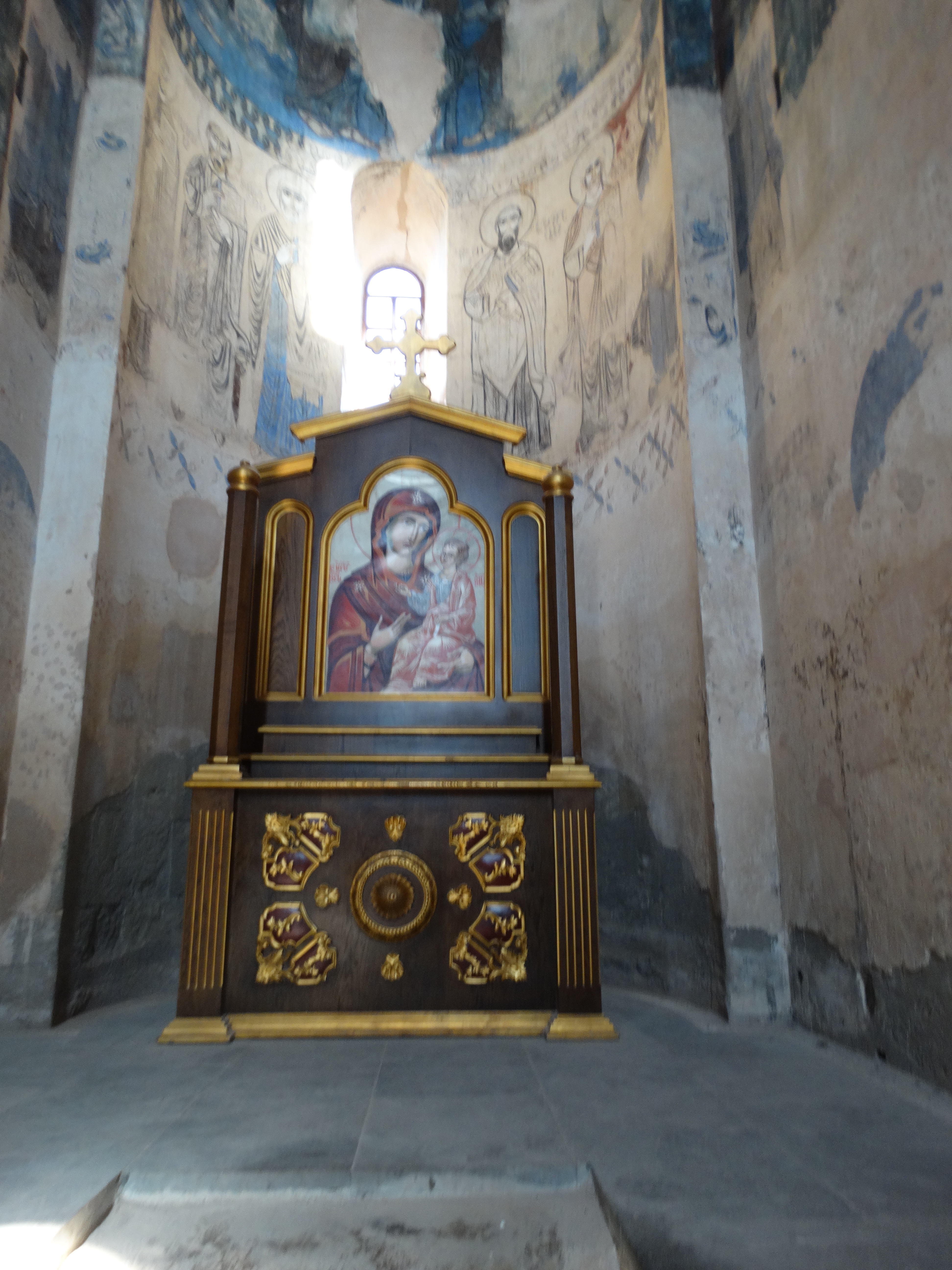
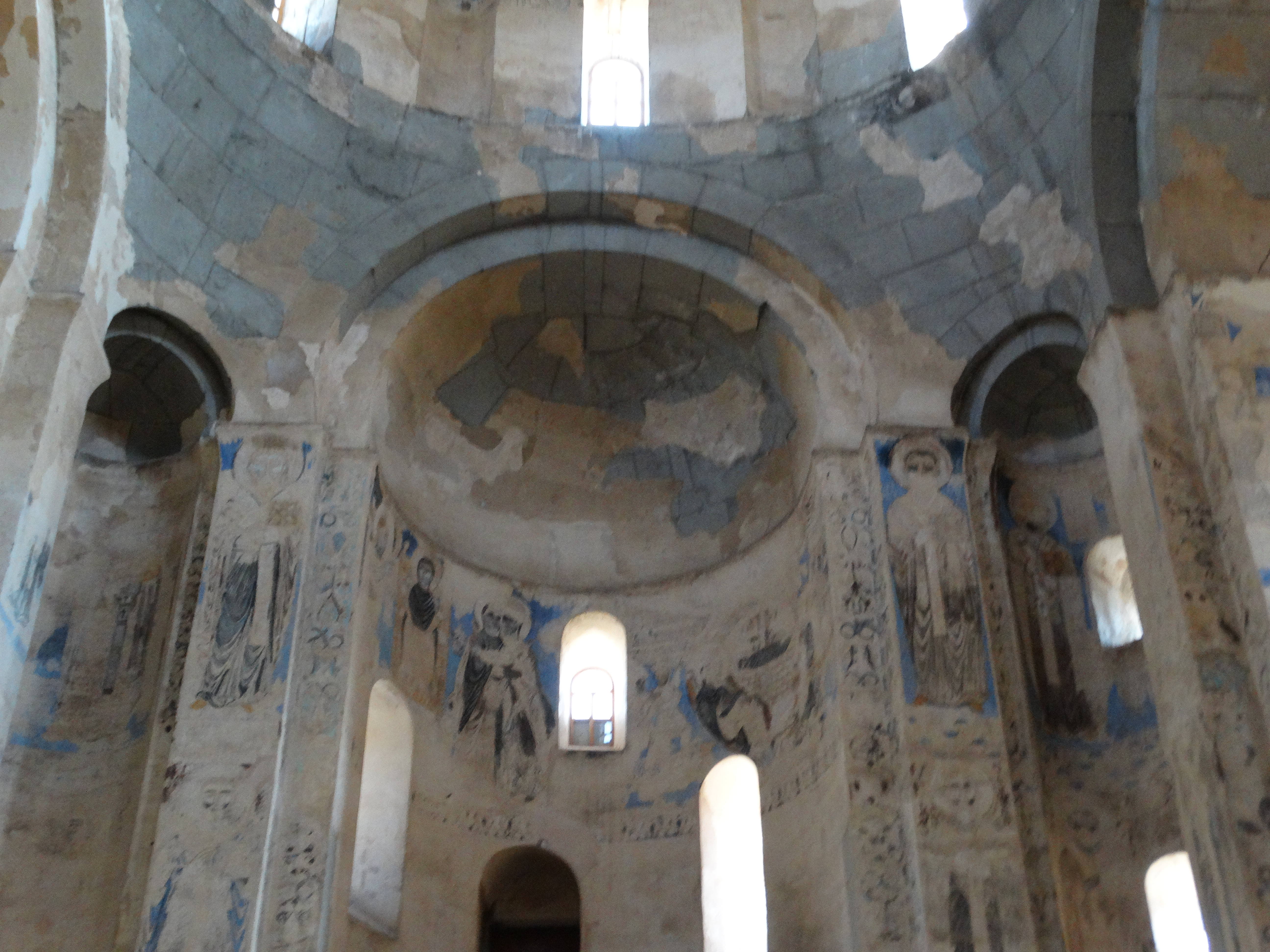